# Вяземский, Андрей Николаевич
Князь Андре́й Никола́евич Вя́земский (1802—1856) — генерал-майор, подольский губернатор. Старший брат декабриста А. Н. Вяземского.

## Биография
Происходил из старинного русского княжеского рода: его отец — полковник Николай Семёнович Вяземский (1768—1833), мать — Александра Петровна, урождённая Римская-Корсакова (1766—1823). В военную службу вступил 31 декабря 1820 года прапорщиком в Учебный Карабинерный полк. 1 февраля 1823 года переведён корнетом в Кавалергардский полк и 14 июля 1826 года произведён в поручики. 6 декабря 1829 года получил чин штабс-ротмистра.
В 1831 году князь Вяземский участвовал в подавлении восстания в Польше и за отличие при штурме Варшавских укреплений 25 и 26 августа был награждён орденом св. Владимира 4-й степени с бантом. Также за эту кампанию он был награждён польским знаком отличия за военное достоинство (Virtuti Militari) 4-й степени. 1 января 1834 года произведён в ротмистры.
7 марта 1837 года назначен состоять по особым поручениям при Московском военном губернаторе генерале от кавалерии князе Голицыне. 21 апреля 1839 года произведён в полковники с зачислением по армейской кавалерии и оставлении в прежней должности. 6 декабря 1848 года произведён в генерал-майоры и вскоре назначен военным губернатором Каменец-Подольска и Подольским гражданским губернатором. Скончался 4 мая 1856 года в своём имение в селе Студенец Веневского уезда.
Вопреки воле отца, оставившего младшего сына без наследства, князь Андрей поделил все имущество с братом пополам, отдав ему половину рязанских имений. По отзывам современников, был честный и хороший человек, был высок ростом, прекрасно сложен, строен, лицом очень красив. Был хорошо принят на придворных балах и был из числа тех кавалеров, к которым благоволила императрица Александра Фёдоровна, и весьма часто он удостаивался чести с ней танцевать. Но «ему никогда не было ни в чем удачи, а его излишняя боязливость и мнительность были великой помехой в его карьере».

## Семья

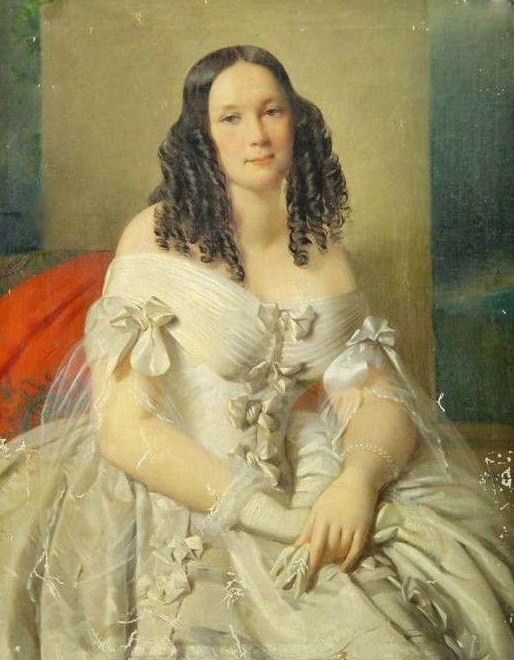
Княгиня Н. А. Вяземская

В молодости князь Вяземский был очень влюбчив и охотник кружить головы молодым женщинам. Он состоял в любовных связях со многими великосветскими красавицами и был завидным женихом. Говорили, что княгиня Н. П. Голицына, желала, чтобы он женился на её внучке Ольге Строгановой, вышедшей потом за графа П. К. Ферзена, но этот брак не состоялся. И. В. Васильчиков, будучи очень расположен к Вяземскому, сватал ему свою дочь Екатерину (с 1831 года замужем за Иваном Лужиным), которая ему нравилась, но дело разошлось из-за скупости князя Николая Семеновича.
Жена (с 1834 года) — Наталья Александровна Моршанская (1809—01.07.1874), «воспитанница» А. А. Нарышкина. В первом браке была замужем за коллежским асессором Михаилом Васильевичем Гурьевым и имела сына Василия. Он был богат, но большой игрок. Он отступился от жены за 40 000 руб. ассигнациями и дал ей развод. По словам Е. П. Яньковой, княгиня Наталья была очень видная и статная женщина, прекрасная собой. И по годам, и по наружности со вторым мужем они были прекрасной парой. Но при всей своей доброте и с хорошим своим характером она не умела сделать князя Вяземского счастливым, ибо была мотовка, охотница рядиться и отделывать наёмные квартиры, чем ввела мужа в долги и расстроила его состояние. Супруги то и дело что меняли квартиры и везде всё отделывали: то они жили на Остоженке, потом на Пречистенке и редко случалось, чтобы жили где более года. В начале 1840-х годов  княгиня Вяземская бросила мужа и «удрала с кем-то в Петербург». Умерла «от паралича сердца» в 1874 году в Висбадене, похоронена там же на православном кладбище. Дети:
- Александра Андреевна (1835—1841)
- Лидия Андреевна (1840— ?), воспитывалась, по словам современницы, без всякого надзора со стороны матери[2]. В юности считалась красавицей и состояла в связях с несколькими донжуанами, включая М. П. Дарагана. Наконец мать выписала её к себе в Петербург и там подыскала ей приличного мужа — Николая Павловича Иордана (1832—1902)[4], офицера Австрийского полка, который был причислен к гвардии. Венчались 18 января 1857 годау в Москве в церкви Николая Чудотворца в Гнездниках[5]. Отец дал ей в приданое Студенец, куда переехало молодое семейство[6].

## Награды
Среди прочих наград князь Вяземский имел ордена:
- Орден Святого Владимира 4-й степени с бантом (1831 год)
- Польский знак отличия за военное достоинство (Virtuti Militari) 4-й степени (1831)
- Орден Святой Анны 2-й степени (1835 год)
- Орден Святого Станислава 2-й степени (1841 год)
- Орден Святого Георгия 4-й степени (17 декабря 1844 года, за беспорочную выслугу 25 лет в офицерских чинах, № 7180 по кавалерскому списку Григоровича — Степанова)